# U-Bahnhof Cadorna FN
Der U-Bahnhof Cadorna FN (Verkürzung von „Cadorna Ferrovie Nord“) ist ein unterirdischer Bahnhof der U-Bahn Mailand. Er befindet sich unter dem gleichnamigen Platz („piazzale Luigi Cadorna“) neben dem gleichnamigen Bahnhof.

## Geschichte
Der Bahnhof der Linie 1 wurde am 1. November 1964 in Betrieb genommen.
Am 3. März 1978 folgte der Bahnhof der Linie 2, der bis 30. Oktober 1983 Endstation blieb.

## Anbindung
| Linie | Verlauf |
| ----- | --- |
|       | Sesto 1º Maggio FS – Sesto Rondò – Sesto Marelli – Villa San Giovanni – Precotto – Gorla – Turro – Rovereto – Pasteur – Loreto – Lima – Porta Venezia – Palestro – San Babila – Duomo – Cordusio – Cairoli – Cadorna FN – Conciliazione – Pagano – Buonarroti – Amendola – Lotto – QT8 – Lampugnano – Uruguay – Bonola – San Leonardo – Molino Dorino – Pero – Rho Fiera – Wagner – De Angeli – Gambara – Bande Nere – Primaticcio – Inganni – Bisceglie                                                             |
|       | Cologno Nord – Cologno Centro – Cologno Sud – Gessate – Cascina Antonietta – Gorgonzola – Villa Pompea – Bussero – Cassina de’ Pecchi – Villa Fiorita – Cernusco sul Naviglio – Cascina Burrona – Vimodrone – Cascina Gobba – Crescenzago – Cimiano – Udine – Lambrate FS – Piola – Loreto – Caiazzo – Centrale FS – Gioia – Garibaldi FS – Moscova – Lanza – Cadorna FN – Sant’Ambrogio – Sant’Agostino – Porta Genova FS – Romolo – Famagosta – Abbiategrasso – Assago Milanofiori Nord – Assago Milanofiori Forum |